# Colorado Rockies

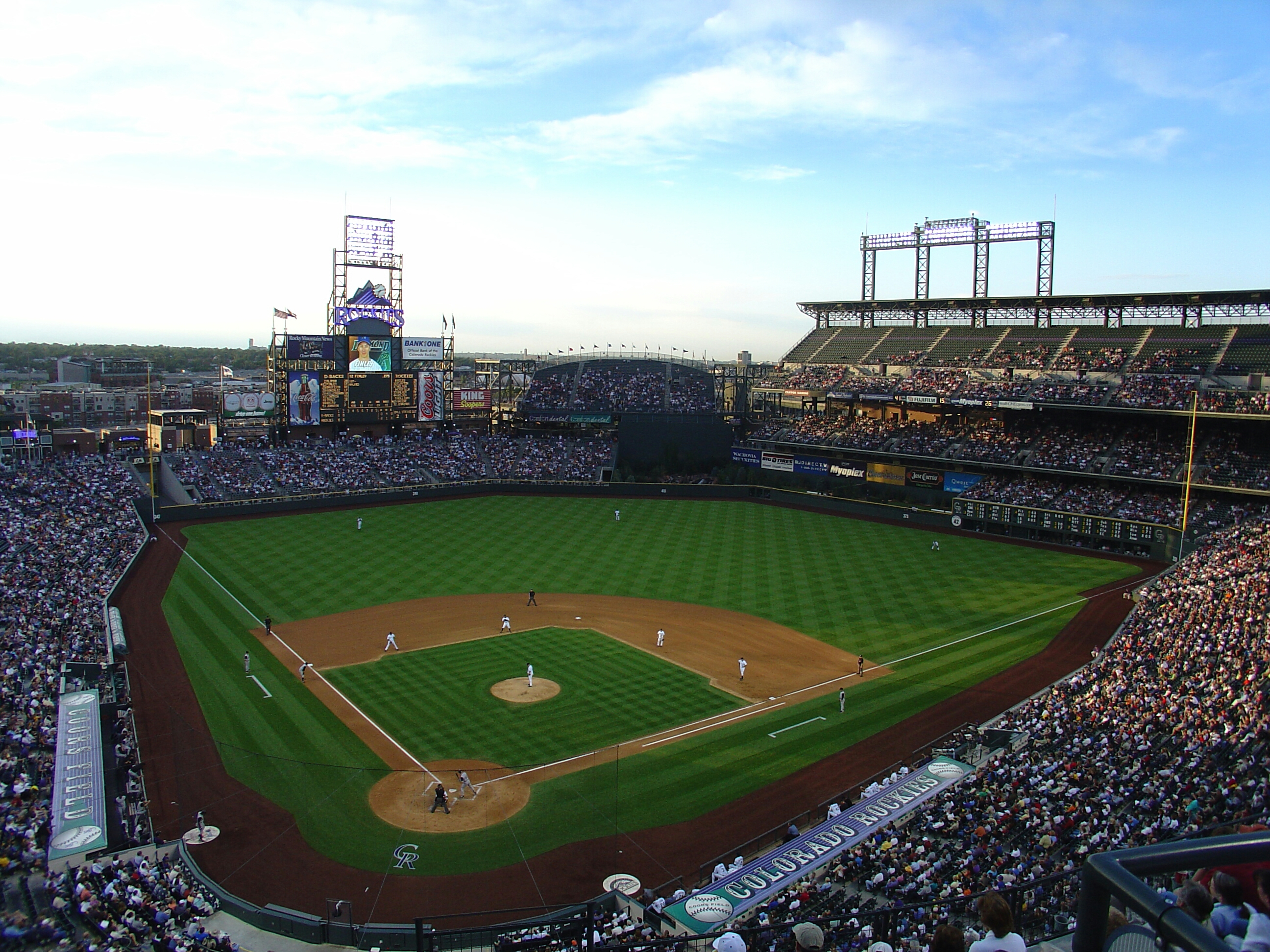
Coors Field, domácí stadion Rockies, 2006

Colorado Rockies je profesionální baseballový klub, založený v roce 1993, který sídlí v Denveru v Coloradu. Účastní se nejvyšší severoamerické ligy Major League Baseball v západní divizi National League. Jejich název pochází od Skalnatých hor (v angličtině Rocky Mountains), které procházejí Coloradem.
Za svou krátkou historii nedosáhl tento klub v MLB žádného zásadního úspěchu v podobě vítězství v divizi nebo v lize (a následné účasti ve Světové sérii).